# Lavochkin La-17
Lavochkin La-17 là loại máy bay không người lái (UAV) đầu tiên của Liên Xô được đưa vào biên chế. Các phiên bản đầu tiên được phát triển đầu thập niên 1950 và tiếp tục được sử dụng cho đến thập niên 1980.

## Quốc gia sử dụng
Trung Quốc
 Nga
 Liên Xô
 Syria

## Tính năng kỹ chiến thuật (La-17M)
Đặc điểm tổng quát
- Kíp lái: 0
- Chiều dài: 8.44 m (27 ft 9 in)
- Sải cánh: 7.50 m (24 ft 7 in)
- Trọng lượng có tải: 3.065 kg (6.758 lb)
- Động cơ: 1 × Mikulin RD-9BK, lực đẩy 19,2 kN (4.300 lbf)

Hiệu suất bay
- Vận tốc cực đại: 900 km/h (560 mph)
- Thời gian bay: 1 giờ
- Trần bay: 17.000 m (55.800 ft)